# Общобасотски конвент
Общобасотският конвент (на английски: All Basotho Convention) е политическа партия в Лесото.
Тя е основана през 2006 година от доскорошния министър Том Табане след разцепление на управляващия Лесотски конгрес за демокрация.
На изборите през 2012 година Общобасотският конвент е втори с 25% от гласовете и 30 места в Националното събрание.